# Huang Jianjie
Det här är en artikel om en person med kinesiskt personnamn; Huang är familjenamnet.
Huang Jianjie, född 26 maj 2010, är en kinesisk simhoppare.

## Karriär
Vid VM 2024 i Doha tog Huang som 13-åring guld tillsammans med Zhang Jiaqi i mixat parhopp från 10-metersplattformen.